# Château de Wedderburn
Le château de Wedderburn, près de Duns, dans le Berwickshire, dans les Scottish Borders, est une maison de campagne du XVIIIe siècle qui est maintenant utilisée comme lieu de mariage et d'événements. La maison est un bâtiment classé de catégorie A et les terrains sont inclus dans l'inventaire des jardins et des paysages conçus en Écosse.

## Histoire
Le château de Wedderburn est le siège familial historique de la famille Home de Wedderburn, cadets de la famille Home (aujourd'hui comtes de Home). Il est conçu et construit de 1771 à 1775 par les célèbres frères architectes Robert Adam et James Adam, le surintendant des travaux étant l'architecte James Nisbet de Kelso, pour Patrick Home de Billie qui a déjà achevé Paxton House (en) (en utilisant James Adam et Nisbet à partir de 1758), avec Robert Adam faisant les intérieurs c. 1773). Avec des élévations crénelées de trois étages dans le style typique du château d'Adam, la symétrie apparente du château de Wedderburn cache une cour rectangulaire, à l'origine occupée par la maison-tour du XVIIe siècle (ou antérieure), également connue sous le nom de château de Wedderburn, dont seul un panneau héraldique subsiste. Il est démoli au début du XIXe siècle, laissant la cour accessible par une arcade à l'arrière.

## Localisation

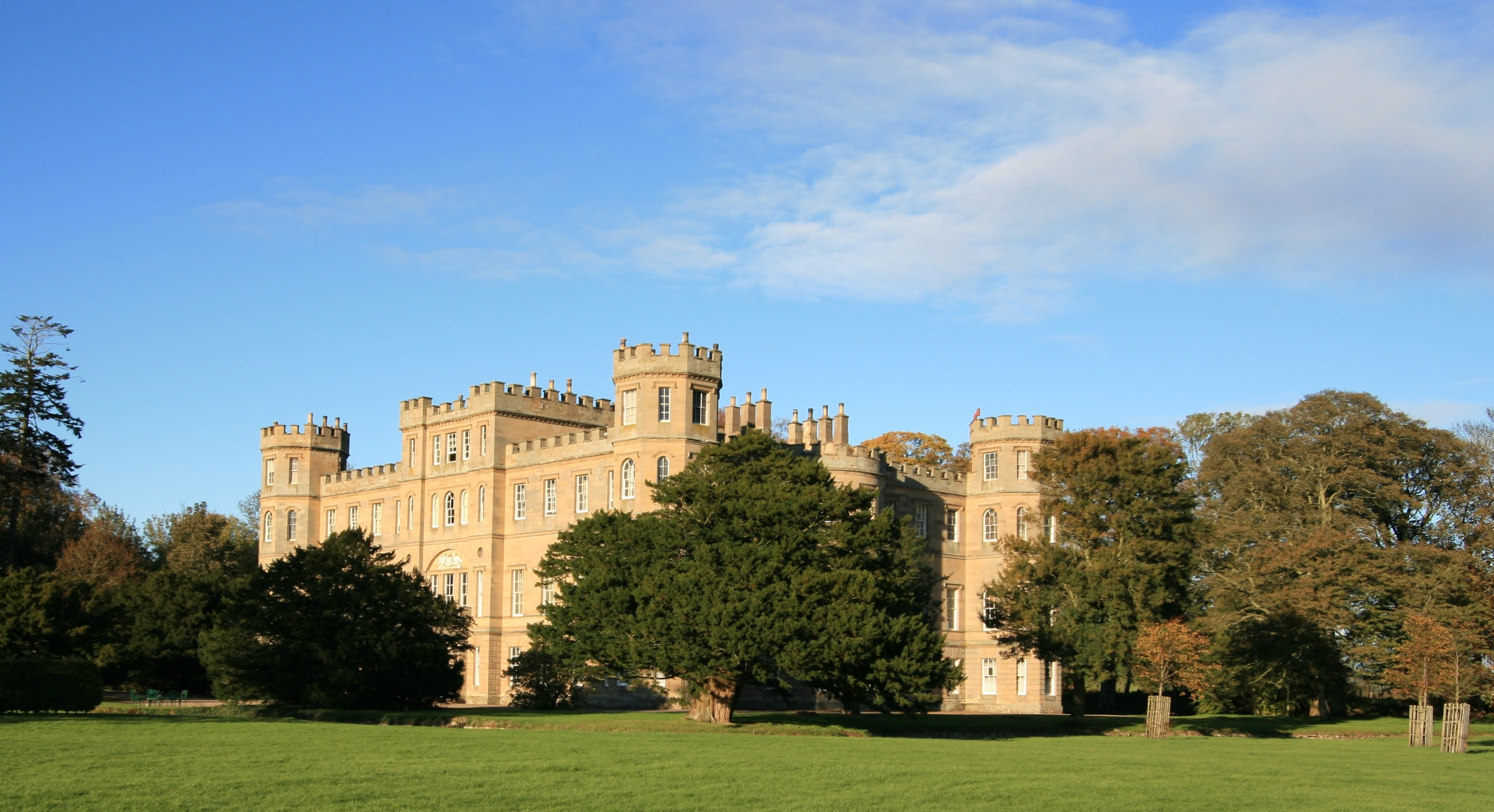
Château de Wedderburn du sud-est

L'entrée du château se fait par la porte nord ou Lion Gate de 1794 conçue par John Plaw et la longue allée (menant de la porte ouest), qui passe devant les écuries du XVIIIe siècle (une cour carrée entrée par une arche à fronton) et les écuries chambres d'hôtes, avant de poursuivre vers le château. L'ancienne écurie est maintenant utilisée comme grange pour les mariages et les événements.
La porte ouest est une autre arche, mais définie par des murs-écrans et des pavillons à pignons.

## L'intérieur du château

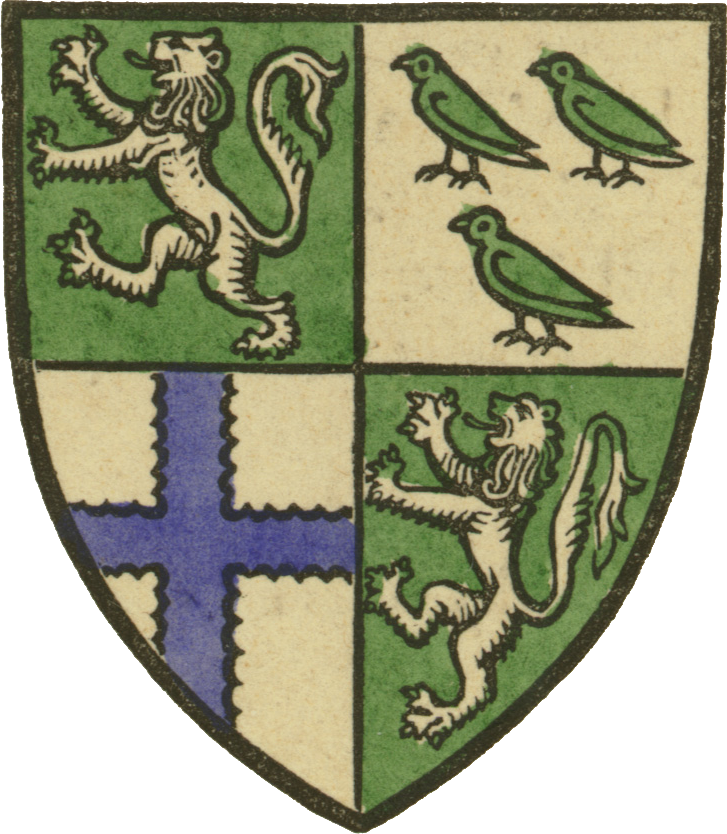
Armoirie de la maison Wedderburn qui se retrouve sur le porche du château

En entrant dans le château par un grand porche (au-dessus duquel se trouvent les armoiries de la maison de Wedderburn), il y a un double escalier avec une balustrade en fer menant à un balcon, derrière lequel se trouve une longue galerie reliant le salon et le salle à manger. De l'autre côté du hall et au-dessus de la porte d'entrée se trouve une longue galerie de ménestrels, reliant à nouveau le salon et la salle à manger. A droite de l'escalier se trouvent le salon et la salle du matin (anciennement fumoir), au-delà de laquelle se trouve la salle de bal. Il y a plusieurs belles cheminées, la meilleure étant dans le salon en marbre blanc de Carrare et divers autres matériaux par Piranèse de 1774. À gauche se trouvent la salle à manger et un autre escalier menant aux chambres. Le rez-de-chaussée comprend une grande cuisine et d'autres chambres.

## Les propriétaires
Les comtes de Douglas sont suzerains féodaux des terres de Wedderburn vers 1413, quand Archibald Douglas, 4e comte de Douglas les accorde en feu à "son écuyer, David de Home". Dans une charte datée au château de Dunbar du 29 février 1413, George de Dunbar, comte de March, confirme la précédente charte accordée par « son frère bien-aimé, Archibald, comte de Douglas », la suzeraineté étant passée, par déchéance, de la famille Dunbar à Douglas.
En 1550, les Homes achètent la suzeraineté de Wedderburn, comme l'indique un Sasine en faveur de David Home, frère germain (plein frère) et héritier de George Home de Wedderburn (qui est tué à la bataille de Pinkie), où il est dit que l'héritier et son frère le tiennent de la couronne.
Marie Stuart vient au château de Wedderburn en novembre 1566 et à Halidon Hill. Elle rencontre John Foster, maréchal de Berwick.
Les filles de cette branche de la famille Home gardent Home et l'ajoutent à leur nom marital - d'où les générations suivantes de la famille ayant des variantes, notamment Forman Home, Milne Home, Home Robertson et Home Miller. De 1898 à 1973, Wedderburn est loué aux Arbuthnots. De 1973 à 2010, il appartient à Georgina Home Robertson. Les propriétaires actuels sont David Home Miller et Catherine Macdonald-Home.